# Miquel Pedrola
Miquel Pedrola i Alegre (Barcelona, 22 de junio de 1917 - Frente de Aragón, 8 de septiembre de 1936) fue un activista político y miliciano antifascista catalán, militante del Bloque Obrero y Campesino (BOC) y, posteriormente, del Partido Obrero de Unificación Marxista (POUM).

## Biografía
Nació y se crio en el barcelonés barrio de La Barceloneta, en la calle del Mar. Su padre, Miquel Pedrola i Boix y su madre Amada Alegre Julián, eran muy conocidos tanto en el barrio como en el resto de Barcelona, por ser actores populares. Miquel fue el segundo de cuatro hermanos.
Desde muy joven se interesó por la política y, con solo quince años, empezó a militar en el Bloque Obrero y Campesino, dentro de su facción juvenil, la Juventud Comunista Ibérica (o Joventuts del BOC). En 1933, durante el II Congreso del BOC, pasó a formar parte del Comité Ejecutivo de las Juventudes.  Desde ese puesto, y junto a Germinal Vidal y otros compañeros, organizó la participación del BOC en los hechos de la Proclamación del Estado Catalán de 1934.
En 1935 se produjo la fusión del Bloque Obrero y Campesino con Izquierda Comunista de España, creándose así el Partido Obrero de Unificación Marxista (POUM), del que Pedrola pasó a formar parte. Participó muy activamente en publicaciones como La Batalla, Juventud Comunista o Adelante. También intervino en numerosos mítines, representando al POUM en actos del Frente Popular durante la campaña electoral de las Elecciones generales de España de 1936, sustituyendo, por ejemplo, a Ramón Fernández Jurado, que se encontraba realizando el servicio militar.
El 30 de enero de 1936 fue detenido durante un mitin en Sabadell, por criticar la represión que se produjo en Asturias tras la Revolución de 1934. Gobernaba la CEDA, y fue acusado de criticar a las altas personalidades de la República. 

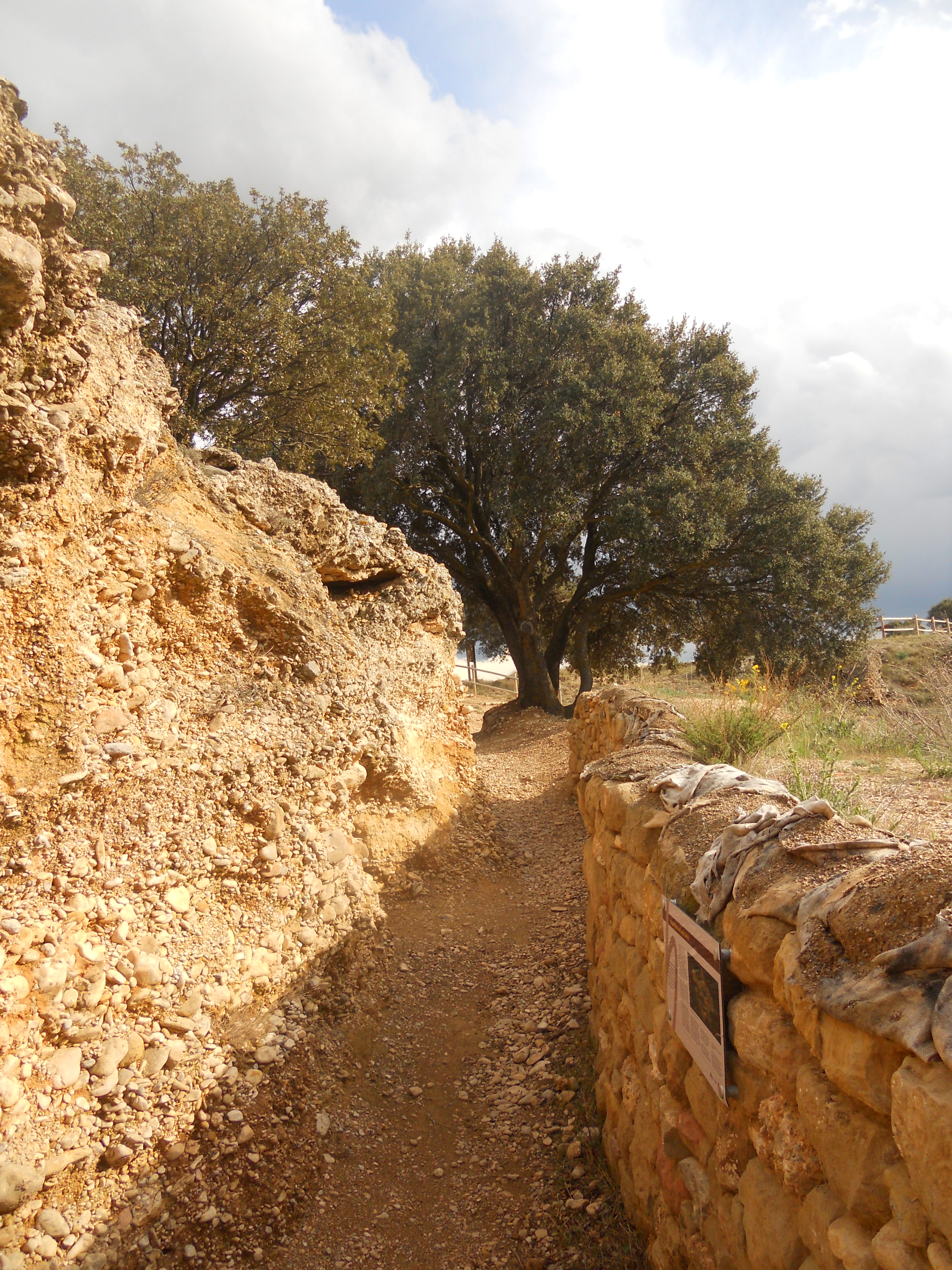
Trinchera de la Guerra Civil en Tierz.

La noche del 18 de julio de 1936 la pasó con sus compañeros del POUM y con María Valero, su pareja sentimental. Pedrola participó activamente en los combates que se produjeron en el centro de Barcelona, como por ejemplo en la escaramuza que se produjo el 19 de julio en la Plaça de la Universitat, en la que falleció, entre otros, Germinal Vidal. Entre el día 23 y el 24 se formó la columna del POUM, comandada por Jordi Arquer y Manuel Grossi a los que se uniría Josep Rovira, con destino al Frente de Aragón. Pedrola se ofreció voluntario para ir al frente, sin escuchar a los que le recomendaban permanecer en la retaguardia como otros dirigentes políticos, y fue puesto al frente de una de las centurias de la columna (la columna, también llamada división Lenin, se dividía en centurias; posteriormente sería la base de la 29.ª División), que acabaría llamándose Centuria Pedrola.
A primeros de septiembre la columna llegó cerca de Huesca, y Pedrola y los suyos ocuparon el pueblo de Tierz. La madrugada del 7 de septiembre la Centuria Pedrola atacó una posición franquista en el Molino Palacín. Durante la batalla posterior Pedrola resultó muerto cuando, con cuatro compañeros más, asaltó el molino donde se refugiaban los franquistas y hubo una fuerte explosión.
La tarde del 10 de septiembre de 1936 Pedrola y sus compañeros muertos junto a él recibieron un multitudinario funeral en las calles de Barcelona, con la presencia, entre miles de personas, de Julián Gorkin, Wilebaldo Solano y Andreu Nin. De su relación con María Valero tuvo una hija póstuma, Amada Pedrola Vlero, nacida el 19 de mayo de 1937; madre e hija acabaron exiliándose a Limoges.

## Homenajes
El 13 de octubre de 1936 hubo un primer homenaje a la figura de Pedrola, consistente en una obra de teatro y un concierto en La Barceloneta. Los vecinos del barrio comenzaron a rendir otro homenaje a Pedrola: en las placas de la calle Sant Miquel, comenzó a aparecer el «Sant» tachado y bajo el «Miguel» un «Pedrola» pintado, con lo que la placa ponía Carrer de Miquel Pedrola. Finalmente, el Ayuntamiento de Barcelona oficializó el cambio de nombre el 21 de febrero de 1937.
Con el final de la guerra y la llegada del franquismo desaparecieron las placas del nomenclátor republicano y las pintadas se cubrieron con más pintura, con la consiguiente desaparición de la calle de Miquel Pedrola. 

## Recuperación de la memoria
En 2008 el historiador Dani Cortijo descubrió una pintada que llevaba el nombre de Miquel Pedrola en la calle de Sant Miquel, era la última de las pintadas efectuadas en 1937, y se inició un movimiento social de lucha vecinal para la recuperación y conservación de la antigua pintada. En noviembre de 2016 se inauguró una exposición sobre la vida de Miquel Pedrola y la recuperación de su memoria.
El 4 de junio de 2022 un grupo de jóvenes de La Barceloneta organizó un homenaje a Miquel Pedrola al que asistió la hija del miliciano, Amada Pedrola. El lema del acto fue Miquel Pedrola. Fem que el vent de la història bufi a favor nostre (Miquel Pedrola. Hagamos que el viento de la historia sople a favor nuestro). Poco después, el 12 de julio de 2022, la Ponencia de Nomenclátor del Ayuntamiento de Barcelona decidió dedicarle una calle en su Barceloneta natal, cambiando el nombre de la hasta entonces calle del Almirante Churruca (dedicada a Cosme Damián Churruca) por calle de Miquel Pedrola.